# Патара-Памаджи
Патара-Памаджи (груз. პატარა პამაჯი) — село в Грузии, на территории Ахалцихского муниципалитета края (мхаре) Самцхе-Джавахети.

## География
Село находится в южной части Грузии, на левом берегу реки Борбали (правый приток Кваблиани), на расстоянии приблизительно 4 километров (по прямой) к юго-западу от города Ахалцихе, административного центра муниципалитета. Абсолютная высота — 1274 метра над уровнем моря.

## Население
По результатам официальной переписи населения 2014 года, в Патара-Памаджи проживало 454 человека (207 мужчина и 247 женщин). В национальной структуре населения армяне составляли 99,6 %, грузины — 0,2 %, русские — 0,2 %.
| Год  | Население, человек |
| ---- | ------------------ |
| 2002 | 658                |
| 2014 | ↘ 454              |